# Neatostema apulum
L'erba perla gialla (Neatostema apulum (L.) I.M.Johnst., 1953  è una pianta della famiglia delle Boraginacee. È l'unica specie del genere Neatostema I.M.Johnst..

## Descrizione
È una pianta annuale terofita scaposa .

Il fusto di lunghezza variabile da 3 a 25–30 cm, può essere unico o molteplice; eretto e ispido per peli eretto-patenti di diversa lunghezza, presenta ramosità corimbosa nella parte superiore e spesso è ramificato fin dalla base.

Le foglie hanno lunghezza variabile che può raggiungere anche i sette centimetri e presentano margini setolosi; quelle cauline sono sessili, erette, acute ed hanno lamina oblunga lineare; le basali hanno lamina da lineare ad oblunga-spatolata che si riduce progressivamente nel picciolo.

I fiori sessili, portati in infiorescenze terminali bratteate, hanno la corolla gialla il cui tubo è ornato alla fauce con un anello formato da cinque ciuffi di peli.

Gli stami sono inseriti immediatamente al di sopra dell'anello, le antere sono portate da un brevissimo filamento con una minuscola appendice.

Le nucule sono marroni, lucide e tubercolate. Fiorisce da marzo a maggio, a volte anche giugno.
Il numero cromosomico è 2n=48.

## Distribuzione e habitat
La specie è diffusa nel bacino del Mediterraneo e nelle isole Canarie.
In Italia è assente in Valle d'Aosta, Piemonte, Lombardia, Veneto, Friuli e Trentino, è rara nella parte centro-settentrionale e diviene comune in Italia meridionale e nelle grandi isole.
Si trova in ambienti incolti, secchi e aperti.